# Projeto Alberta

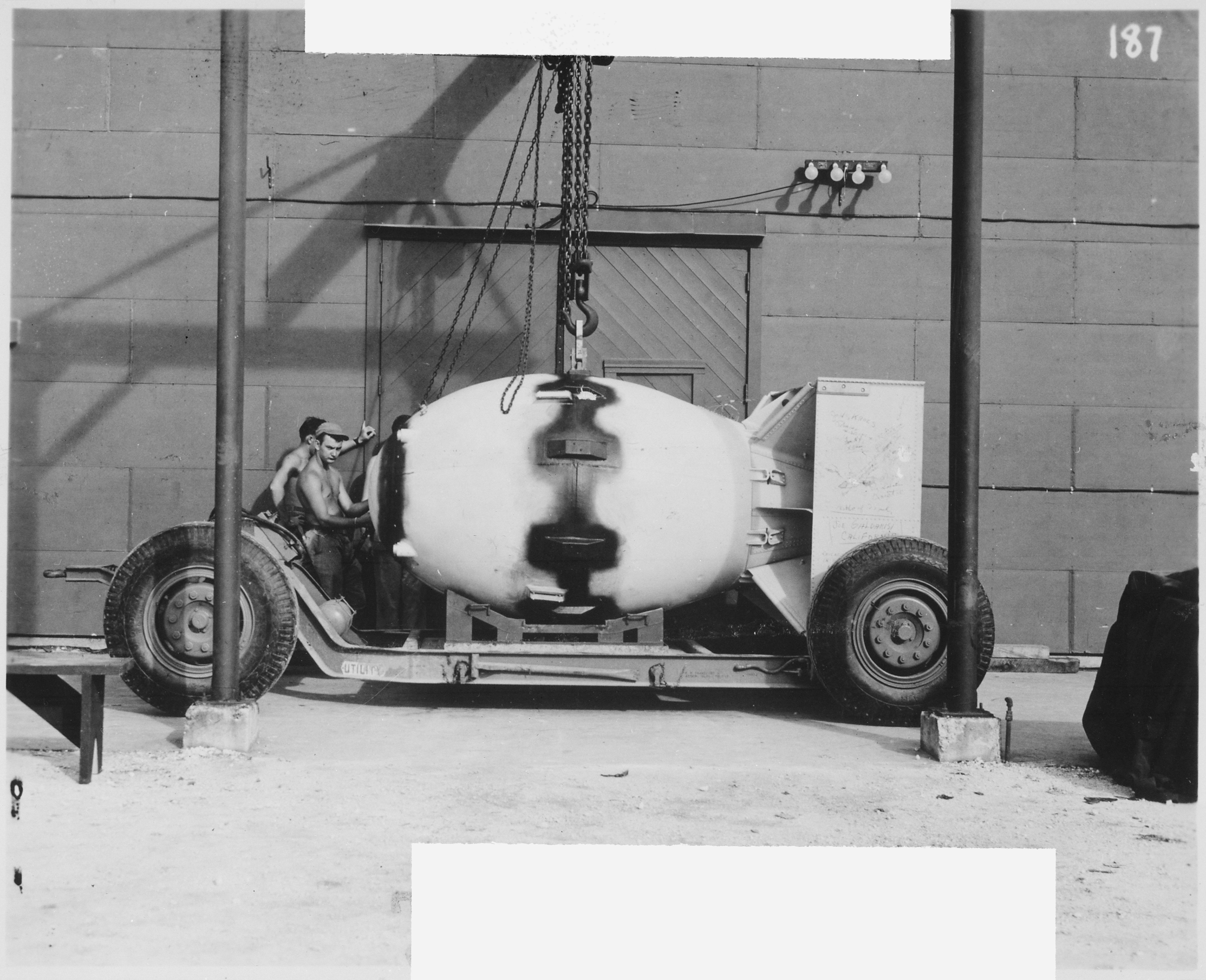
Unidade Fat Man sendo colocada no berço do trailer em frente ao Edifício de Montagem nº 2

O Projeto Alberta, também conhecido como Projeto A, foi uma seção do Projeto Manhattan que auxiliou na entrega das primeiras armas nucleares no bombardeio atômico de Hiroshima e Nagasaki durante a Segunda Guerra Mundial.
O Projeto Alberta foi formado em março de 1945 e consistia em 51 militares, marinha e civis dos Estados Unidos, incluindo um cientista britânico. Sua missão era tripla. Primeiro teve que projetar uma forma de bomba para entrega por via aérea, depois adquiri-la e montá-la. Ele apoiou o trabalho de testes balísticos no Campo Aéreo do Exército de Wendover, Utah, conduzido pela 216ª Unidade Base das Forças Aéreas do Exército (Projeto W-47), e a modificação dos B-29 para transportar as bombas (Projeto Silverplate). Após a conclusão de suas missões de desenvolvimento e treinamento, o Projeto Alberta foi anexado ao 509th Composite Group em North Field, Tinian, onde preparou instalações, montou e carregou as armas e participou de seu uso.